# Boucles de l'Aulne 2015
La 58e édition des Boucles de l'Aulne a eu lieu le 31 mai 2015. La course fait partie du calendrier UCI Europe Tour 2015 en catégorie 1.1. C'est également la onzième épreuve de la Coupe de France sur route.
L'épreuve a été remportée par l'Estonien Alo Jakin (Auber 93) qui s'impose lors d'un sprint de neuf coureurs devant deux Français, son coéquipier Steven Tronet et Laurent Pichon (FDJ).

## Présentation

### Équipes
Classées en catégorie 1.1 de l'UCI Europe Tour, les Boucles de l'Aulne sont par conséquent ouvertes aux WorldTeams dans la limite de 50 % des équipes participantes, aux équipes continentales professionnelles, aux équipes continentales et aux équipes nationales.
Quatorze équipes participent à ces Boucles de l'Aulne : deux WorldTeams, quatre équipes continentales professionnelles et huit équipes continentales :
| UCI WorldTeams   | UCI WorldTeams | UCI WorldTeams |
| Nom de l'équipe  | Pays           | Code           |
| ---------------- | -------------- | -------------- |
| AG2R La Mondiale | France         | ALM            |
| FDJ              | France         | FDJ            |

| Équipes continentales professionnelles | Équipes continentales professionnelles | Équipes continentales professionnelles |
| Nom de l'équipe                        | Pays                                   | Code                                   |
| -------------------------------------- | -------------------------------------- | -------------------------------------- |
| Bretagne-Séché Environnement           | France                                 | BSE                                    |
| Caja Rural-Seguros RGA                 | Espagne                                | CJR                                    |
| Cofidis                                | France                                 | COF                                    |
| Europcar                               | France                                 | EUC                                    |

| Équipes continentales   | Équipes continentales | Équipes continentales |
| Nom de l'équipe         | Pays                  | Code                  |
| ----------------------- | --------------------- | --------------------- |
| Armée de Terre          | France                | ADT                   |
| Auber 93                | France                | AUB                   |
| CCT-Champion System     | Nouvelle-Zélande      | CCT                   |
| Differdange-Losch       | Luxembourg            | CCD                   |
| Marseille 13 KTM        | France                | M13                   |
| Murias Taldea           | Espagne               | MUR                   |
| Roubaix Lille Métropole | France                | RLM                   |
| Start-Massi             | Paraguay              | STF                   |

### Règlement de la course

#### Primes
Les vingt prix sont attribués suivant le barème de l'UCI,. Le total général des prix distribués est de 14 477 €.
| Position | 1er     | 2e      | 3e      | 4e    | 5e    | 6e    | 7e    | 8e    | 9e    | 10e à 20e |
| Prix     | 5 785 € | 2 895 € | 1 445 € | 715 € | 580 € | 433 € | 433 € | 287 € | 287 € | 147 €     |

## Classements

### Classement final
| Classement final | Classement final       | Classement final | Classement final             | Classement final   |
|                  | Coureur                | Pays             | Équipe                       | Temps              |
| ---------------- | ---------------------- | ---------------- | ---------------------------- | ------------------ |
| 1er              | Alo Jakin              | Estonie          | Auber 93                     | en 4 h 21 min 32 s |
| 2e               | Steven Tronet          | France           | Auber 93                     | + 0 s              |
| 3e               | Laurent Pichon         | France           | FDJ                          | + 0 s              |
| 4e               | Pierrick Fédrigo       | France           | Bretagne-Séché Environnement | + 0 s              |
| 5e               | Baptiste Planckaert    | Belgique         | Roubaix Lille Métropole      | + 0 s              |
| 6e               | Florian Sénéchal       | France           | Cofidis                      | + 0 s              |
| 7e               | Julien El Fares        | France           | Marseille 13 KTM             | + 0 s              |
| 8e               | Jean-Christophe Péraud | France           | AG2R La Mondiale             | + 0 s              |
| 9e               | Bryan Nauleau          | France           | Europcar                     | + 0 s              |
| 10e              | Yann Guyot             | France           | Armée de Terre               | + 6 s              |
| modifier         |                        |                  |                              |                    |

### Classement de la Coupe de France
| Classement individuel Cette section est vide, insuffisamment détaillée ou incomplète. Votre aide est la bienvenue ! Comment faire ? | Classement par équipes Cette section est vide, insuffisamment détaillée ou incomplète. Votre aide est la bienvenue ! Comment faire ? |

### UCI Europe Tour
Ces Boucles de l'Aulne attribuent des points pour l'UCI Europe Tour 2015, par équipes seulement aux coureurs des équipes continentales professionnelles et continentales, individuellement à tous les coureurs sauf ceux faisant partie d'une équipe ayant un label WorldTeam.
| Position,          | 1er | 2e | 3e | 4e | 5e | 6e | 7e | 8e | 9e | 10e | 11e | 12e |
| Classement général | 80  | 56 | 32 | 24 | 20 | 16 | 12 | 8  | 7  | 6   | 5   | 3   |

## Liste des participants
- Liste de départ complète

| Légende | Légende                                                                    | Légende | Légende                                                    |
| ------- | -------------------------------------------------------------------------- | ------- | ---------------------------------------------------------- |
| Num     | Dossard de départ porté par le coureur sur ces Boucles de l'Aulne          | Pos     | Position à l'arrivée de la course                          |
|         | Indique un maillot de champion national ou mondial, suivi de sa spécialité | NP      | Indique un coureur qui n'a pas pris le départ de la course |
| AB      | Indique un coureur qui n'a pas terminé la course                           | HD      | Indique un coureur qui a terminé la course hors des délais |

| AG2R La Mondiale ALM                 | AG2R La Mondiale ALM         | AG2R La Mondiale ALM |
| ------------------------------------ | ---------------------------- | -------------------- |
| Num                                  | Coureur                      | Pos                  |
| 1                                    | Alexis Gougeard (FRA)        | 70e                  |
| 2                                    | Jean-Christophe Péraud (FRA) | 8e                   |
| 3                                    | Guillaume Bonnafond (FRA)    | 45e                  |
| 4                                    | Samuel Dumoulin (FRA)        | 38e                  |
| 5                                    | Pierre Latour (FRA)          | 41e                  |
| 6                                    | Quentin Jauregui (FRA)       | AB                   |
| 7                                    | Maxime Daniel (FRA)          | AB                   |
| 8                                    | Christophe Riblon (FRA)      | AB                   |
| Directeur sportif : Stéphane Goubert |                              |                      |

| FDJ                               | FDJ                            | FDJ |
| --------------------------------- | ------------------------------ | --- |
| Num                               | Coureur                        | Pos |
| 11                                | Anthony Geslin (FRA)           | 48e |
| 12                                | Matthieu Ladagnous (FRA)       | 13e |
| 13                                | Johan Le Bon (FRA)             | 11e |
| 14                                | Olivier Le Gac (FRA)           | 35e |
| 15                                | Laurent Pichon (FRA)           | 3e  |
| 16                                | Jérémy Roy (FRA)               | 58e |
| 17                                | Benoît Vaugrenard (FRA)        | 49e |
| 18                                | Pierre-Henri Lecuisinier (FRA) | 56e |
| Directeur sportif : Franck Pineau |                                |     |

| Bretagne-Séché Environnement BSE | Bretagne-Séché Environnement BSE | Bretagne-Séché Environnement BSE |
| -------------------------------- | -------------------------------- | -------------------------------- |
| Num                              | Coureur                          | Pos                              |
| 21                               | Arnaud Gérard (FRA)              | 51e                              |
| 22                               | Romain Feillu (FRA)              | 15e                              |
| 23                               | Pierrick Fédrigo (FRA)           | 4e                               |
| 24                               | Benoît Jarrier (FRA)             | 63e                              |
| 25                               | Kévin Ledanois (FRA)             | 18e                              |
| 26                               | Christophe Laborie (FRA)         | 55e                              |
| 27                               | Florian Vachon (FRA)             | 43e                              |
| 28                               | Florian Guillou (FRA)            | 64e                              |
| Directeur sportif : Roger Tréhin |                                  |                                  |

| Cofidis COF                     | Cofidis COF              | Cofidis COF |
| ------------------------------- | ------------------------ | ----------- |
| Num                             | Coureur                  | Pos         |
| 31                              | Nacer Bouhanni (FRA)     | 12e         |
| 32                              | Nicolas Edet (FRA)       | 72e         |
| 33                              | Christophe Laporte (FRA) | 71e         |
| 34                              | Luis Ángel Maté (ESP)    | 53e         |
| 35                              | Daniel Navarro (ESP)     | 61e         |
| 36                              | Florian Sénéchal (FRA)   | 6e          |
| 37                              | Geoffrey Soupe (FRA)     | 68e         |
| 38                              | Kenneth Vanbilsen (BEL)  | AB          |
| Directeur sportif : Didier Rous |                          |             |

| Europcar EUC                       | Europcar EUC            | Europcar EUC |
| ---------------------------------- | ----------------------- | ------------ |
| Num                                | Coureur                 | Pos          |
| 41                                 | Thomas Voeckler (FRA)   | 36e          |
| 42                                 | Pierre Rolland (FRA)    | 67e          |
| 43                                 | Jimmy Engoulvent (FRA)  | 69e          |
| 44                                 | Yohann Gène (FRA)       | 24e          |
| 45                                 | Romain Guillemois (FRA) | 50e          |
| 46                                 | Perrig Quéméneur (FRA)  | 60e          |
| 47                                 | Angélo Tulik (FRA)      | 22e          |
| 48                                 | Bryan Nauleau (FRA)     | 9e           |
| Directeur sportif : Ismaël Mottier |                         |              |

| Caja Rural-Seguros RGA CJR | Caja Rural-Seguros RGA CJR | Caja Rural-Seguros RGA CJR |
| -------------------------- | -------------------------- | -------------------------- |
| Num                        | Coureur                    | Pos                        |
| 51                         | David Arroyo (ESP)         | 16e                        |
| 52                         | Hugh Carthy (GBR)          | 59e                        |
| 53                         | Fabricio Ferrari (URU)     | 46e                        |
| 54                         | Lluís Mas (ESP)            | 47e                        |
| 55                         | Miguel Ángel Benito (ESP)  | 34e                        |
| 56                         | Heiner Parra (COL)         | 44e                        |
| 57                         | Héctor Sáez (ESP)          | 21e                        |
| 58                         |                            |                            |
| Directeur sportif : ?      |                            |                            |

| Auber 93 AUB                       | Auber 93 AUB             | Auber 93 AUB |
| ---------------------------------- | ------------------------ | ------------ |
| Num                                | Coureur                  | Pos          |
| 61                                 | César Bihel (FRA)        | 28e          |
| 62                                 | Julien Guay (FRA)        | 65e          |
| 63                                 | Alo Jakin (EST) (Route)  | 1er          |
| 64                                 | Guillaume Levarlet (FRA) | 31e          |
| 65                                 | Anthony Maldonado (FRA)  | 20e          |
| 66                                 | Maxime Renault (FRA)     | 37e          |
| 67                                 | Steven Tronet (FRA)      | 2e           |
| 68                                 | David Menut (FRA)        | 42e          |
| Directeur sportif : Stephan Gaudry |                          |              |

| Roubaix Lille Métropole RLM         | Roubaix Lille Métropole RLM | Roubaix Lille Métropole RLM |
| ----------------------------------- | --------------------------- | --------------------------- |
| Num                                 | Coureur                     | Pos                         |
| 71                                  | Julien Antomarchi (FRA)     | 52e                         |
| 72                                  | Dieter Bouvry (BEL)         | AB                          |
| 73                                  | Thomas Damuseau (FRA)       | 73e                         |
| 74                                  | Rudy Kowalski (FRA)         | AB                          |
| 75                                  | Jérémy Leveau (FRA)         | AB                          |
| 76                                  | Baptiste Planckaert (BEL)   | 5e                          |
| 77                                  | Jimmy Turgis (FRA)          | 25e                         |
| 78                                  | Maxime Vantomme (BEL)       | 32e                         |
| Directeur sportif : Gilles Pauchard |                             |                             |

| Marseille 13 KTM M13                    | Marseille 13 KTM M13       | Marseille 13 KTM M13 |
| --------------------------------------- | -------------------------- | -------------------- |
| Num                                     | Coureur                    | Pos                  |
| 81                                      | Evaldas Šiškevičius (LTU)  | 17e                  |
| 82                                      | Julien El Fares (FRA)      | 7e                   |
| 83                                      | Julien Loubet (FRA)        | AB                   |
| 84                                      | Ignatas Konovalovas (LTU)  | AB                   |
| 85                                      | Yoann Paillot (FRA)        | 27e                  |
| 86                                      | Clément Penven (FRA)       | AB                   |
| 87                                      | Clément Saint-Martin (FRA) | 66e                  |
| 88                                      | Grégoire Tarride (FRA)     | NP                   |
| Directeur sportif : Freddy Lecarpentier |                            |                      |

| Armée de Terre ADT               | Armée de Terre ADT   | Armée de Terre ADT |
| -------------------------------- | -------------------- | ------------------ |
| Num                              | Coureur              | Pos                |
| 91                               | Jérôme Mainard (FRA) | 40e                |
| 92                               | Romain Le Roux (FRA) | AB                 |
| 93                               | Romain Combaud (FRA) | 26e                |
| 94                               | Julien Duval (FRA)   | 19e                |
| 95                               | Yann Guyot (FRA)     | 10e                |
| 96                               | Quentin Pacher (FRA) | 14e                |
| 97                               | Kévin Lebreton (FRA) | 62e                |
| 98                               | Alexis Bodiot (FRA)  | AB                 |
| Directeur sportif : Jimmy Casper |                      |                    |

| Murias Taldea MUR                 | Murias Taldea MUR       | Murias Taldea MUR |
| --------------------------------- | ----------------------- | ----------------- |
| Num                               | Coureur                 | Pos               |
| 101                               | Aritz Bagües (ESP)      | 29e               |
| 102                               | Ander Barrenetxea (ESP) | NP                |
| 103                               | Mikel Bizkarra (ESP)    | 39e               |
| 104                               | Eneko Lizarralde (ESP)  | AB                |
| 105                               | Egoitz García (ESP)     | AB                |
| 106                               | Adrián González (ESP)   | 30e               |
| 107                               | Unai Intziarte (ESP)    | NP                |
| 108                               | Haritz Orbe (ESP)       | AB                |
| Directeur sportif : Jon Odriozola |                         |                   |

| Differdange-Losch CCD                | Differdange-Losch CCD   | Differdange-Losch CCD |
| ------------------------------------ | ----------------------- | --------------------- |
| Num                                  | Coureur                 | Pos                   |
| 111                                  | Tom Thill (LUX)         | AB                    |
| 112                                  | Jānis Dakteris (LAT)    | AB                    |
| 113                                  | Thomas Deruette (BEL)   | AB                    |
| 114                                  | Johan Coenen (BEL)      | 33e                   |
| 115                                  | Cédric Raymackers (BEL) | AB                    |
| 116                                  | Gediminas Kaupas (LTU)  | AB                    |
| 117                                  | Pontus Kastemyr (SWE)   | AB                    |
| 118                                  | Krisztián Lovassy (HUN) | 54e                   |
| Directeur sportif : Francis Da Silva |                         |                       |

| CCT-Champion System CCT         | CCT-Champion System CCT | CCT-Champion System CCT |
| ------------------------------- | ----------------------- | ----------------------- |
| Num                             | Coureur                 | Pos                     |
| 121                             | Sascha Weber (GER)      | NP                      |
| 122                             | James Spragg (GBR)      | 23e                     |
| 123                             | Ryan Wills (NZL)        | NP                      |
| 124                             | Joshua Haggerty (NZL)   | 57e                     |
| 125                             | Tom Goovaerts (BEL)     | NP                      |
| 126                             | Matthew Zenovich (NZL)  | AB                      |
| 127                             | Yūma Koishi (JPN)       | AB                      |
| 128                             | Tanzō Tokuda (JPN)      | AB                      |
| Directeur sportif : Walter Maes |                         |                         |

| Start-Massi STF                     | Start-Massi STF         | Start-Massi STF |
| ----------------------------------- | ----------------------- | --------------- |
| Num                                 | Coureur                 | Pos             |
| 131                                 | Daniel Quicibal (GUA)   | AB              |
| 132                                 | Jeison Prada (COL)      | AB              |
| 133                                 | Christoph Danner (GER)  | NP              |
| 134                                 | Rubén Caseny (ESP)      | AB              |
| 135                                 | Axel Costa (ESP)        | AB              |
| 136                                 | Andreas Keuser (GER)    | AB              |
| 137                                 | Marc Vilanova (ESP)     | AB              |
| 138                                 | Marco-Tapio Niemi (FIN) | AB              |
| Directeur sportif : Mauricio Frazer |                         |                 |